# Флегмона подкожная
Флегмона подкожная — флегмона (острое разлитое гнойное воспаление) подкожно-жировой клетчатки. Характеризуется значительным распространением воспалительного процесса. Причина — попадание микроорганизмов из внешней среды через повреждённую кожу в подкожно-жировую клетчатку. Характерно развитие в области нижних конечностей и лица, но возможна и иная локализация (верхние конечности, туловище).
Лечение подкожной флегмоны, как и других флегмон, оперативное. Производят разрез кожи, удаление гноя и некротизированных тканей. Вскрывают гнойные затёки и карманы, рану тщательно промывают растворами антисептиков, дренируют. Лечение после операции проводят по принципу лечения гнойных ран.